# Max Burkhart
Max Burkhart (* 27. September 2000; † 6. Dezember 2017 in Calgary, Kanada) war ein deutscher Skirennfahrer, der mit 17 Jahren bei einem Trainingsunfall im kanadischen Lake Louise tödlich verunglückte.

## Werdegang
Burkhart startete für den SC Partenkirchen und nahm Ende 2016 an den ersten internationalen Rennen teil. Daraufhin startete er fortan regelmäßig bei FIS-Rennen, nationalen Meisterschaften und ab September 2017 auch im South American Cup, konnte jedoch keine vorderen Platzierungen erreichen.
Burkhart war Mitglied des bayerischen Landeskaders und im August 2017 an die Sugar Bowl Academy in Kalifornien gewechselt, eine weiterführende Schule für Skisportler, wo er sich für den DSV-Kader empfehlen wollte.
Am 5. Dezember 2017 verunglückte Burkhart bei einem Abfahrtsrennen im kanadischen Lake Louise auf der Piste Men’s Olympic Downhill. Er stürzte schwer und schleuderte in einen Fangzaun. Nachdem er mit einem Rettungshubschrauber in ein Krankenhaus nach Calgary geflogen worden war, erlag er dort einen Tag später seinen schweren Verletzungen. Bezüglich der Unfallursache gab es zunächst keinen Verdacht auf mangelnde Sicherheitsvorkehrungen, vielmehr trafen die Kanten der Ski in einem unglücklichen Winkel auf das Sicherheitsnetz und zerschnitten es.
Nach dem tragischen Unfalltod des jungen Skirennfahrers kündigte der Deutsche Skiverband umfassende Konsequenzen an. So sollen junge Nachwuchsfahrer, die sich nicht vorher dem Ausbildungskonzept des DSV unterzogen haben, keine Startfreigabe des Verbands erhalten.